# Eucallipterus tiliae
Eucallipterus tiliae är en insektsart som först beskrevs av Carl von Linné 1758. Enligt Catalogue of Life ingår Eucallipterus tiliae i släktet Eucallipterus och familjen långrörsbladlöss, men enligt Dyntaxa är tillhörigheten istället släktet Eucallipterus och familjen borstbladlöss. Arten är reproducerande i Sverige. Inga underarter finns listade i Catalogue of Life.

## Bildgalleri

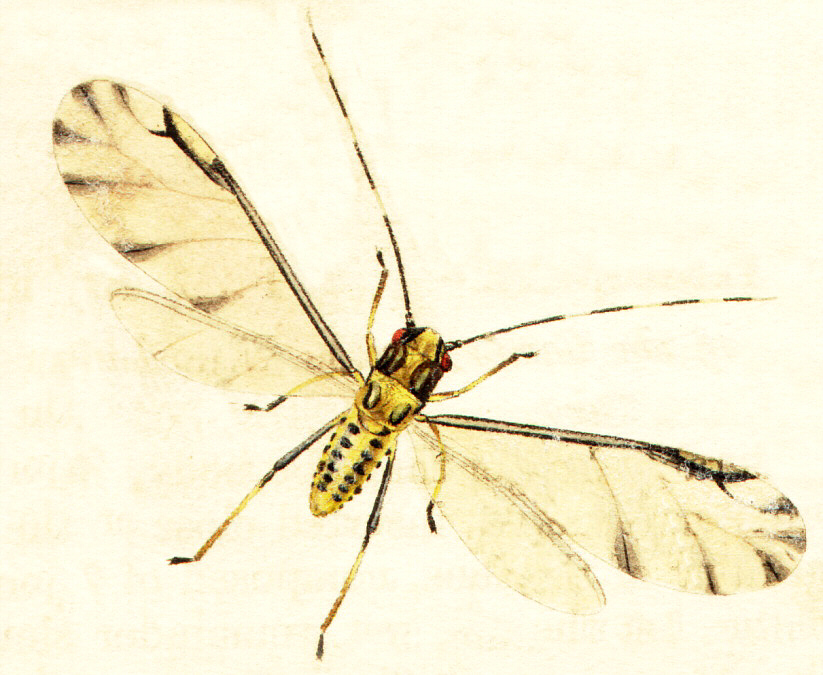